# Кирккоёки
Кирккоёки (фин. Kirkkojoki) — деревня в Питкярантском районе Республики Карелия. Является частью посёлка Салми. Входила в состав упразднённого в 2023 году Салминского сельского поселения.

## География
Расположена по обоим берегам реки Кирккоёки на северо-восточном берегу Ладожского озера.

## История
С 1918 по 1939 находился в составе Финляндии.

## Население
Население учитывается в составе посёлка Салми.

## Инфраструктура
Личное подсобное хозяйство.

## Транспорт
Остановка общественного транспорта «Кирккоёки». На западной окраине проходит автодорога 86К-8, имеющая название в деревне Белорусская улица.